# Kosakiwka (obwód chersoński)
Kosakiwka (ukr. Косаківка) – wieś na Ukrainie, w obwodzie chersońskim, w rejonie heniczeskim, w hromadzie Nyżni Sirohozy. W 2001 liczyła 73 mieszkańców, spośród których 57 wskazało jako ojczysty język ukraiński, a 16 rosyjski.